# 四十八镇
四十八镇，是中华人民共和国江西省上饶市广信区下辖的一个乡镇级行政单位。

## 行政区划
四十八镇下辖以下地区：
波阳社区、八景路社区、北山村、高门村、鸟桥村、鲤洋村和高洋村。